# Vysokorychlostní železniční trať Tel Aviv – Jeruzalém

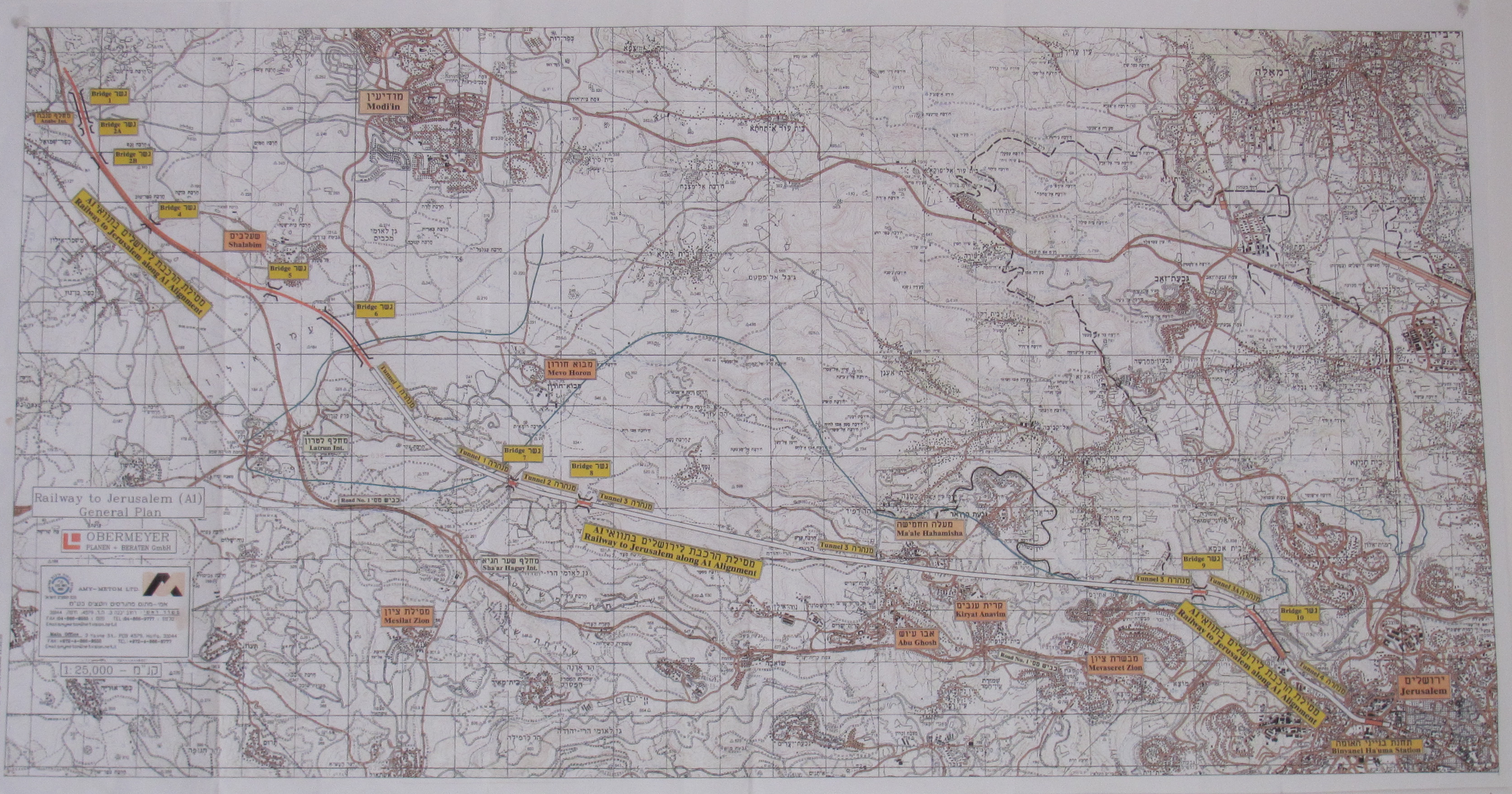
Trasa železnice podle projektu.

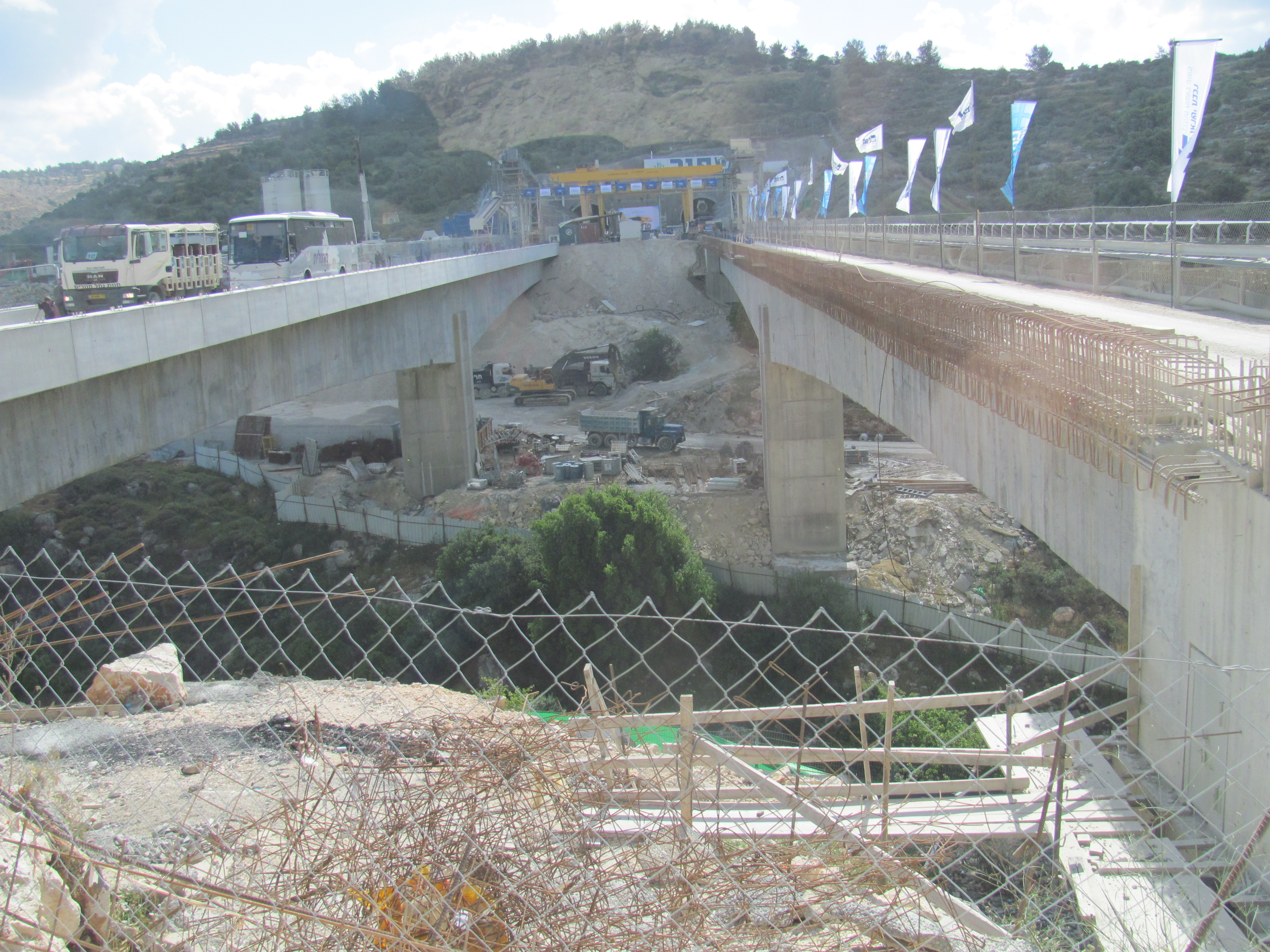
Výstavba mostu přes vádí Nachal Jitla.

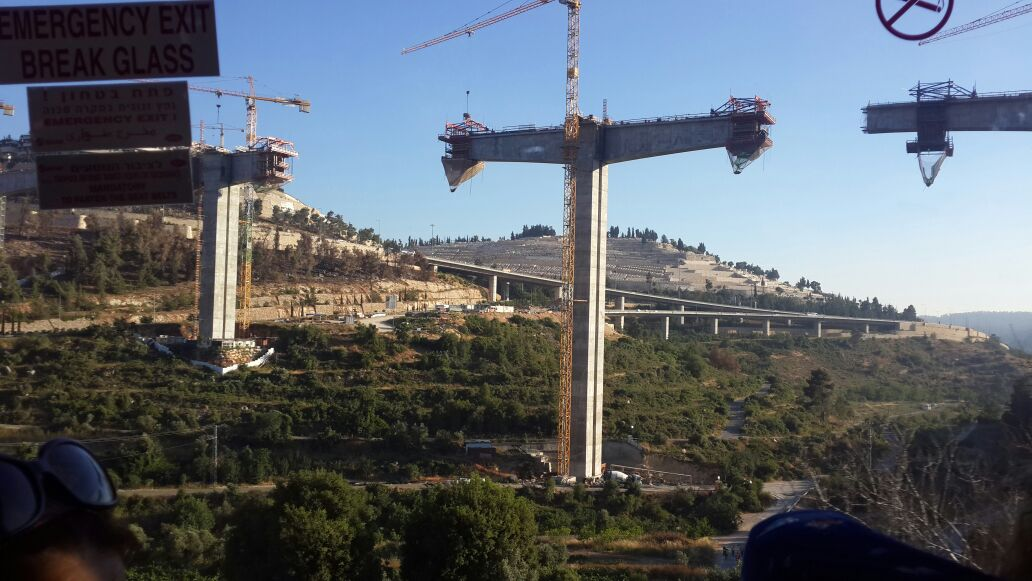
Výstavba mostu přes údolí Emek ha-Arazim.

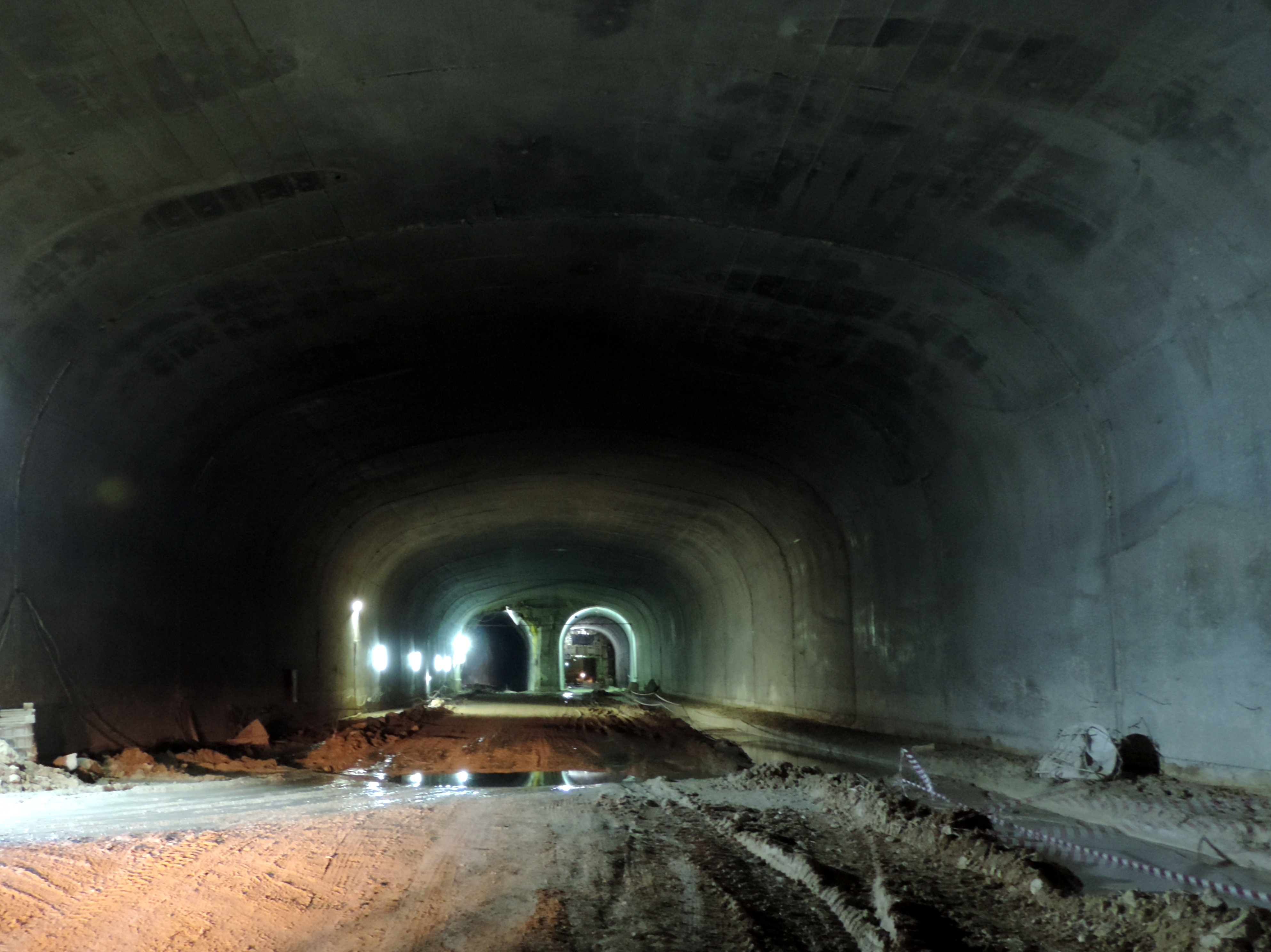
Vjezd do tunelu v koncovém úseku pod Jeruzalémem.

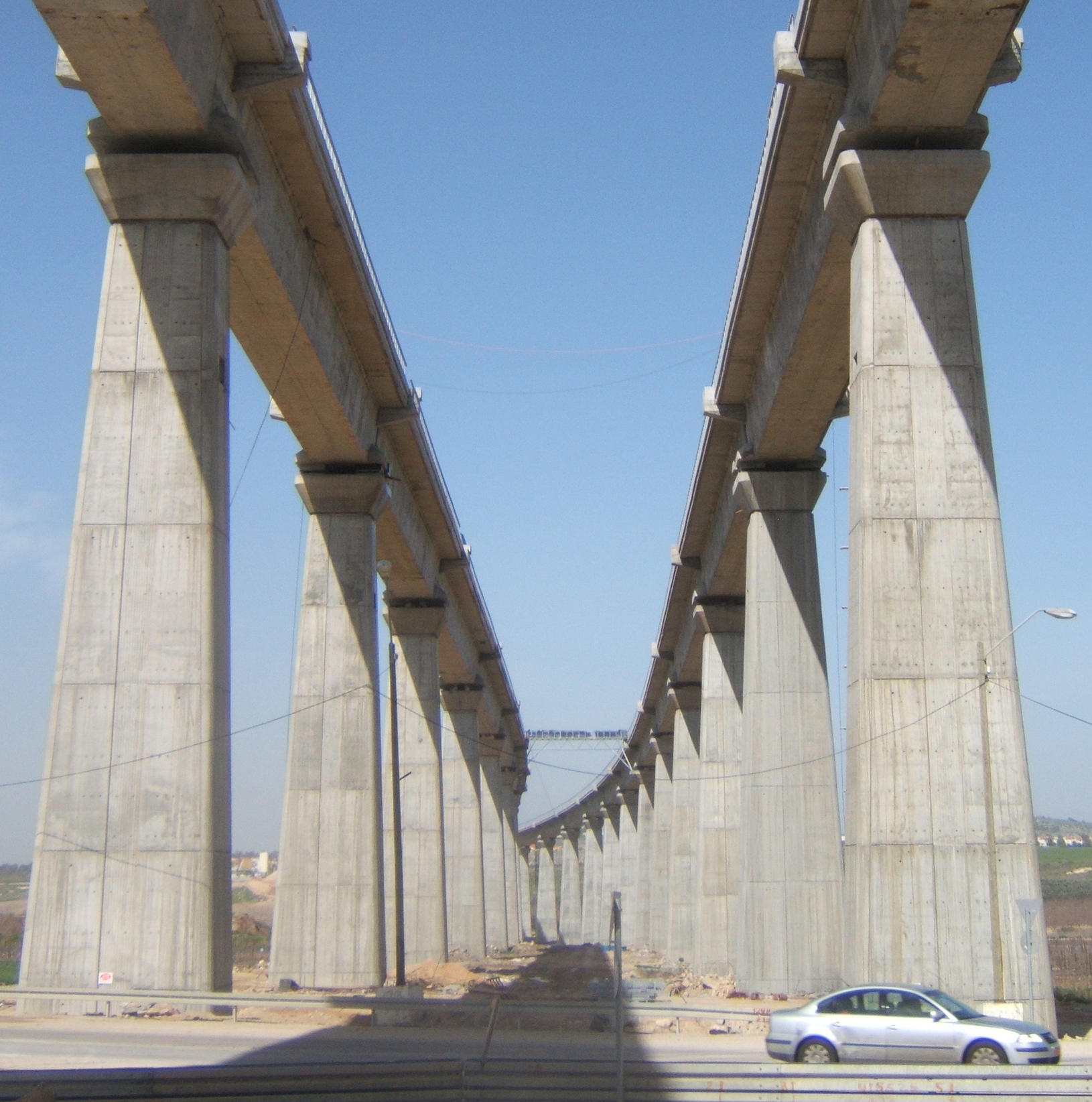
Výstavba estakády přes Ajalonské údolí.

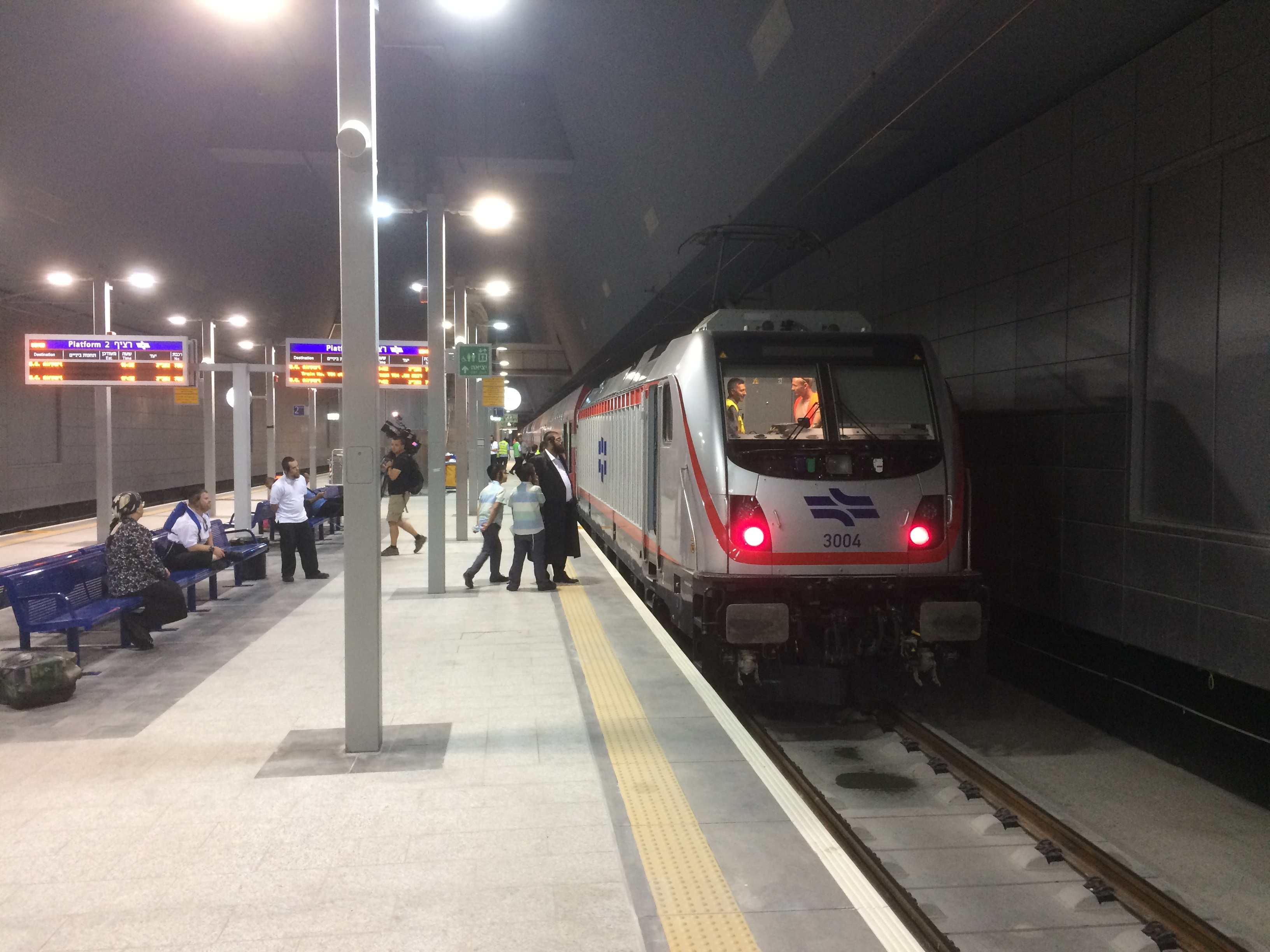
Vlaková souprava ve stanici Jicchak Navon během prvního dne provozu pro veřejnost, 25. září 2018.

Vysokorychlostní železniční trať Tel Aviv – Jeruzalém, (hebrejsky קו הרכבת המהיר לירושלים‎, kav ha-rakevet ha-mahir li-Jrušalajim, oficiálně též מסילת דוד המלך‎, mesilat David ha-melech, doslova trať krále Davida) je nová trať v Izraeli, uvedená částečně do provozu v září 2018, která vytváří druhé železniční spojení mezi Tel Avivem a Jeruzalémem.

## Dějiny
V roce 1892 byla postavena železniční trať z Jaffy do Jeruzaléma. Šlo o první železnici v tehdejší osmanské Palestině. V 2. polovině 20. století toto spojení postupně ztrácelo atraktivitu v konkurenci s rychlejší autobusovou či individuální automobilovou dopravou. Na přelomu 20. a 21. století prošla celkovou rekonstrukcí, ale zároveň započala příprava výstavby zcela nové železniční trati, která měla na rozdíl od té historické vést v přímější severní trase a umožnit vysokorychlostní spojení dvou největších izraelských měst a mezinárodního letiště.
Nejprve došlo k zbudování nového kapacitního vlakového koridoru (Ajalonská železniční trať) podél takzvané Ajalonské dálnice (dálnice číslo 20) v Tel Avivu. Potom započalo roku 2001 etapovitě budování moderního železničního tahu ve směru na Jeruzalém. Roku 2003 byla otevřena železniční stanice Ben Gurionovo letiště vedená po samostatném tělese a začleněná do komplexu nového terminálu tohoto mezinárodního leteckého přístavu. Zároveň pokračovalo posilování kapacity v samotném Tel Avivu, kde byla roku 2006 na Ajalonské železnici přidána třetí kolej. Následovalo železniční spojení do prudce rostoucího města Modi'in, kde se roku 2007 otevřela železniční stanice Pa'atej Modi'in a roku 2008 i železniční stanice Modi'in merkaz.
Trať do Modi'inu ale ve finální podobě je jen vedlejší větví, která odbočuje na Modi'in v prostoru křižovatky Anava (dálnice 1 a silnice 431), zatímco hlavní tah vede k Latrunu a pak soutěskou Ša'ar ha-Gaj, okolo města Mevaseret Cijon do západního centra Jeruzaléma, kde se poblíž kongresového komplexu Binjanej ha-uma ve čtvrti Kirjat ha-Memšala nachází koncová stanice. Roku 2010 již byl hotov úsek k Latrunu (byť zatím nebyl nevyužíván pro dopravu) a zbývalo dokončit ještě inženýrsky nejsložitější úsek o délce 22 kilometrů mezi soutěskou Ša'ar ha-Gaj a Jeruzalémem.
Výstavbu provázely četné kontroverze. Některé se týkaly ekologických dopadů a překonání přírodních překážek jako třeba údolí vádí Nachal Jitla. Kromě inženýrských a environmentálních obtíží a s tím spojených průtahů čelila stavba i politickým námitkám. Vede totiž krátkým úsekem přes Latrunský výběžek, který je součástí Západního břehu Jordánu a je považován většinou mezinárodního společenství za okupované území. Z tohoto důvodu se ze spolupráce na výstavbě tohoto úseku v květnu 2011 stáhla německá státní firma Deutsche Bahn. Další soubor kontroverzí se týkal ekonomických a manažerských otázek, zejména opakovaných průtahů a posouvání termínu dokončení. Počátkem roku 2010 se odhadovalo dokončení stavby na rok 2016 nebo 2015. Později se očekávalo otevření na jaře 2018, ale krátce předtím bylo oznámeno, že termín se odsouvá na podzim 2018. Důvodem měly být chybějící atesty pro technologie související s bezpečností provozu, které měly trvat řádově měsíce. Státní kontrolor Státu Izrael ovšem uvedl, že zpoždění může být daleko delší, až do prosince roku 2019. Příčinou měly být problémy při zavádění elektrické trakce, což byla v podmínkách izraelských železnic s dominantním využíváním dieselových lokomotiv, technická novinka. Izraelský tisk upozorňoval, že problematické bylo už to, že zakázku na elektrifikaci trati vysoutěžila španělská firma Sociedad Española De Montajes Industriales, která zvítězila jen díky nízké ceně, nikoliv referencemi a navíc postrádala předchozí zkušenost s prováděním prací v Izraeli. Krátce po přidělení zakázky byl tendr soudně napaden a došlo k prvním průtahům. Počátkem roku 2018 nicméně na trati aspoň probíhaly testovací jízdy.
Pro veřejnost byl provoz na trati otevřen 25. září 2018. Jde ovšem o omezený provoz, pouze v úseku mezi letištěm a Jeruzalémem, protože na úseku od letiště do Tel Avivu nebyla zatím dokončena instalace elektrické trakce.

## Popis trati
Nové železniční spojení má zásadní dopravní i ekonomický dopad na izraelskou dopravní infrastrukturu. Dvoupatrové vlakové soupravy s kapacitou až 1000 pasažérů mají urazit trať o délce 56 km za 28 minut, zatímco automobilem trvá tento úsek průměrně 75 minut. Maximální rychlost vlakových souprav je 160 km/hod a v dopravní špičce se plánuje vypravit až šest spojů každým směrem za hodinu. Nové železniční spojení má ulevit přetížené silniční tepně a posílit turistický ruch i mobilitu pracovních sil mezi oběma velkoměsty. Náklady na výstavbu dosáhly okolo 7 miliard šekelů.
Novou trať charakterizuje mimořádná technická náročnost. Překonává na relativně krátkém úseku značný výškový rozdíl, když musí z pobřežní planiny vystoupat do Judských hor (mezinárodní letiště leží cca 40 m n. m., zatímco vjezd do Jeruzaléma je již v nadmořské výšce 700 metrů a koncová stanice je ještě o něco výše). Prochází navíc hustě osídleným regionem s vysokou krajinnou hodnotou. Součástí trasy je proto celkem pět tunelů, včetně tunelu 3 mezi Latrunem a Mevaseret Cijon, který je s délkou 11,5 km nejdelším tunelem v Izraeli. Na jeho západním předpolí se navíc nachází most přes Ajalonské údolí, který je s délkou 1,2 km nejdelší mostní stavbou v Izraeli, a na východním konci tunelové trasy zase most přes údolí ha-Arazim drží celostátní výškový rekord, když překonává hluboké údolí ve výšce téměř 100 metrů. Koncová (a zatím jediná) stanice v Jeruzalémě je pak situována v tunelu 80 metrů pod úrovní terénu.

## Další plány na prodloužení trati
Na celém úseku mezi mezinárodním letištěm a Jeruzalémem je jen jedna stanice, koncová železniční stanice Jerušalajim Jicchak Navon (dříve ha-Uma). V roce 2017 ministr dopravy Jisra'el Kac oznámil záměr v další etapě prodloužit železniční trať dál do centra Jeruzaléma, pomocí tříkilometrového tunelového úseku. Mají tu být dvě nové podzemní stanice (obě přes 50 metrů pod úrovní terénu, i kvůli ochraně archeologických sídelních vrstev), jedna poblíž křížení Ulice Krále Jiřího a Jaffské ulice, druhá přímo pod Židovskou čtvrtí Starého Města, nedaleko Zdi nářků (tato stanice měla být na počest amerického prezidenta pojmenována po Donaldu Trumpovi).
O zřízení jedné mezistanice usilovalo taky vedení města Mevaseret Cijon a dalších obcí v Jeruzalémském koridoru, pod kterými ale trať prochází v hlubokých tunelech a v stálém stoupání, takže nebylo přikročeno k výstavbě stanice.

## Seznam stanic
Na vysokorychlostní železniční trati Tel Aviv-Jeruzalém mají být následující stanice:
- železniční stanice Tel Aviv Savidor merkaz (společná pro více tratí)
- železniční stanice Tel Aviv ha-Šalom (společná pro více tratí)
- železniční stanice Tel Aviv ha-Hagana (společná pro více tratí)
- železniční stanice Ben Gurionovo letiště

odbočuje železniční trať Tel Aviv-Modi'in
- železniční stanice Jerušalajim Jicchak Navon